# Kazuaki Yoshida
Kazuaki Yoshida (jap. 吉田和晃 Kazuaki Yoshida; ur. 31 sierpnia 1987) – japoński lekkoatleta specjalizujący się w biegu na 400 metrów przez płotki.

## Osiągnięcia
- 2 medale uniwersjady (Belgrad 2009, srebro na 400 metrów przez płotki oraz brąz w sztafecie 4 x 400 metrów)
- brązowy medal mistrzostw Azji (bieg na 400 metrów przez płotki, Wuhan 2015)

## Rekordy życiowe
- bieg na 400 metrów przez płotki – 49,45 (2009)